# Aristaea bathracma.
Aristaea bathracma. är en fjärilsart som först beskrevs av Edward Meyrick 1912.  Aristaea bathracma. ingår i släktet Aristaea och familjen styltmalar.
Artens utbredningsområde är:
- Moçambique.
- Thailand.
- Uganda.

Inga underarter finns listade i Catalogue of Life.